# 安政郡
安政郡，中国南北朝时设置的郡。
西魏设置安政郡，治所在大斌县（今陕西省子洲县西南），下辖大斌县、城中县（今陕西子长市东秀仁河流域）。属于绥州（治所在今陕西省绥德县）。北周沿置，隋文帝开皇元年（581年）城中县改名城平县，开皇三年（583年）废安政郡，大斌县、城平县直辖于绥州。